# Höhere Gewalt

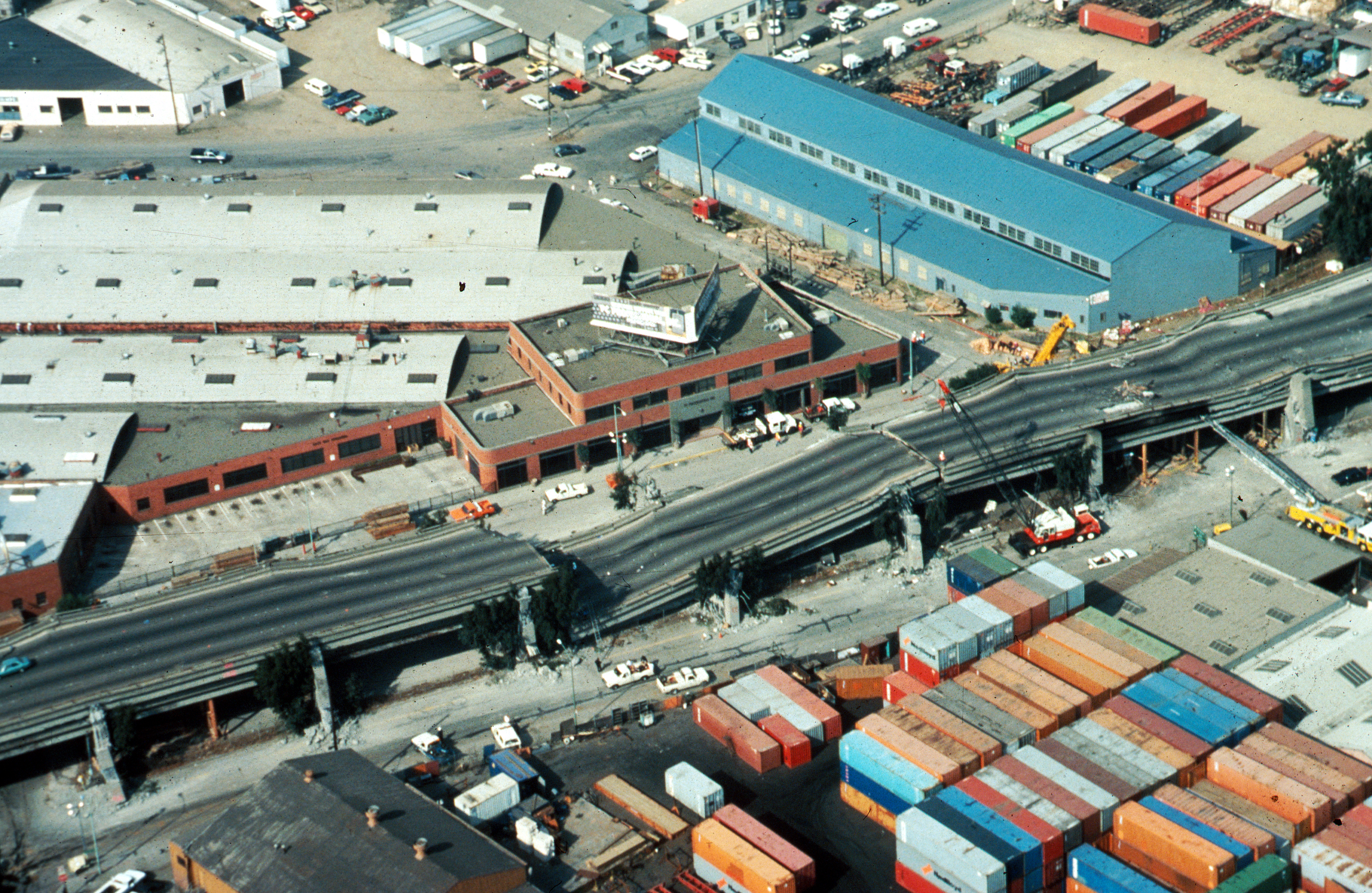
Höhere Gewalt: Der Cypress Viaduct der Interstate 880 nach dem Loma-Prieta-Erdbeben vom 17. Oktober 1989

Höhere Gewalt liegt vor, wenn ein unabwendbarer Zufall als schadenverursachendes Ereignis einwirkt (objektive Voraussetzung) und das Ereignis auch durch die äußerste, in vernünftiger Weise noch zu erwartende Sorgfalt nicht hätte vermieden werden können (subjektive Voraussetzung).

## Allgemeines
Die Begriffe der höheren Gewalt sind im Deutschen, Französischen und Englischen nicht deckungsgleich. Die französisch-rechtliche höhere Gewalt (französisch force majeure) ist im engeren Sinne auf Naturereignisse beschränkt, aber im weiteren Sinne gleichbedeutend mit dem deutschen Begriff; zu vom Menschen verursachten Ereignissen kennt die französische Rechtstradition einen Fachbegriff (französisch cas fortuit). Die englisch-rechtliche höhere Gewalt (englisch act of God; wörtlich „Gottestat“) ist ein Unterfall der höheren Gewalt, während der aus dem Französischen neu entlehnte Fachbegriff force majeure mehr dem deutschen entspricht.

## Ereignisse im Rahmen der höheren Gewalt
Höhere Gewalt sind unabwendbare Ereignisse wie z. B. Naturkatastrophen jeder Art, insbesondere Erdbeben, Überschwemmungen, Unwetter, Vulkanausbrüche, Pandemien, aber auch niederer Zufall (lateinisch casus fortuitus) wie Aufruhr, Blockade, Boykott, Brand, Bürgerkrieg, Embargo, Geiselnahmen, Krieg, Revolution, Sabotage, Streiks (sofern diese bei einem Dritten stattfinden; Beispiel: Vertrag zwischen Verbraucher und Fluggesellschaft und Streik bei Fluglotsen, auch bei einem Streik bei der Fluggesellschaft), Terrorismus, Verkehrsunfälle oder im industriellen Sinne Produktionsstörungen.
Höhere Gewalt erfordert regelmäßig einen völlig unerwarteten Eintritt eines dieser Ereignisse. Wenn jedoch mit dem Eintritt eines Ereignisses durchaus gerechnet werden kann wie etwa bei Überschwemmungen, die immer wieder in denselben Regionen auftreten, liegt keine höhere Gewalt vor. So setzt höhere Gewalt bei einem Verkehrsunfall voraus, dass das schädigende Ereignis von außen her auf den Betrieb des Fahrzeugs eingewirkt haben muss und so außergewöhnlich gewesen sein muss, dass der Halter oder der Fahrer überhaupt nicht damit zu rechnen brauchte und dieses Ereignis auch nicht durch die größte Sorgfalt abwenden konnte. Nach der Rechtsprechung des BGH zu anderen Anwendungsfällen des Haftungsmaßstabes der höheren Gewalt muss dieses schädigende Ereignis durch elementare Naturkräfte oder durch Handlungen dritter Personen herbeigeführt worden sein, nach menschlicher Einsicht und Erfahrung unvorhersehbar sein, mit wirtschaftlich erträglichen Mitteln und auch durch äußerste und nach Sachlage mit vernünftiger Weise zu erwartende Sorgfalt nicht verhütet oder unschädlich gemacht werden können und auch nicht wegen seiner Häufigkeit in Kauf zu nehmen sein.
Die Ereignisse dürfen auch nicht aus der Sphäre einer der Vertragsparteien kommen. So steht ein in einem Teil eines Schiffes ausgebrochenes Feuer, in welchem sich keine Passagierkabinen befinden, in engem Zusammenhang mit dem Betrieb des Schiffes, so dass der Veranstalter sich nicht auf höhere Gewalt berufen kann. Allgemein sind auch die Gefahren der See keine höhere Gewalt.

## Vertragsgestaltung
Als höhere Gewalt bezeichnet die Rechtsprechung den Zufall, ein nicht notwendig von außen kommendes, keinen betrieblichen Zusammenhang aufweisendes, auch durch äußerste vernünftigerweise noch zu erwartende Sorgfalt nicht abwendbares Ereignis. Voraussetzung ist nicht, dass es sich um Ereignisse handelt, die von außen auf die Vertragsparteien einwirken. Jedoch schließt schon das geringste Verschulden (= Nichtanwendung der zu erwartenden Sorgfalt) der betroffenen Partei die Annahme von höherer Gewalt aus. In Verträgen nach deutschem Recht sind Höhere-Gewalt-Klauseln nicht notwendig. Die Funktion, die ihnen in anderen Jurisdiktionen zukommt, wird im deutschen Vertragsrecht durch das Konzept des Verschuldens (§ 276 BGB) erfüllt. Sie sind daher überwiegend vorteilhaft für den Verkäufer oder Werkunternehmer (Lieferanten). Der Käufer oder Besteller wird durch die Klausel überwiegend benachteiligt, weil den gesetzlichen Voraussetzungen des § 280 BGB noch vertraglich eine weitere Voraussetzung für die Haftung auf Schadenersatz hinzugefügt wird.
Das internationale Handels- und Vertragsrecht will alle erdenklichen Fallgestaltungen regeln, selbst wenn ihr Eintritt als eher unwahrscheinlich eingestuft wird. Erfahrungen mit derartigen Ereignissen haben jedoch gezeigt, dass sie eintreten und damit eventuell die Erfüllung von Verträgen unmöglich machen. Der Abschluss eines – möglicherweise langfristig bindenden – Vertrages verpflichtet jedoch die Vertragsparteien, ihre eingegangenen Verpflichtungen vollständig zu erfüllen. Vom Vertrag nicht vorhergesehene Ereignisse außerhalb des Einflussbereiches der Parteien können jedoch die gegenseitigen Verpflichtungen grundlegend ändern und sogar die Erfüllung des Vertrages verhindern. Für diesen Fall sind Abreden zu treffen, die den Umgang mit diesen Ereignissen regeln.
Die Internationale Handelskammer (ICC) hat dazu eine Broschüre herausgegeben. Diese in englischer Sprache verfasste Broschüre schlägt angemessene vertragliche Regelungen für höhere Gewalt und Unzumutbarkeit (englisch „hardship“) vor. Die erste Revision dieser erstmals 1985 veröffentlichten Publikation versucht, die legitimen Interessen aller an einem Vertrag beteiligten Parteien in ein faires Gleichgewicht zu bringen. In Ziffer 3 sind die möglichen Ereignisse minutiös aufgezählt. Liegt demnach höhere Gewalt vor, kann für die Vertragsparteien die Erfüllung einzelner Verpflichtungen oder gar das Festhalten am gesamten Vertrag unzumutbar werden; in diesem Falle wird die betroffene Vertragspartei von ihren Verpflichtungen temporär oder dauerhaft befreit.

## Force-majeure-Klauseln
Um Streitigkeiten oder Auslegungsrisiken über etwaige Haftungsfragen zu vermeiden, wird in vielen Verträgen zum vorbeugenden Haftungsausschluss im Falle extremer unerwarteter Ereignisse eine sogenannte Force-majeure-Klausel integriert. Diese räumt einer oder allen Vertragsparteien im Fall höherer Gewalt das Recht ein, von dem ansonsten bindenden Vertrag zurückzutreten. Die Klausel ist geeignet, das geltende positive Recht zu verdrängen. Während der erste Teil der Klausel sich mit der Definition der Fälle von höherer Gewalt durch detaillierte Auflistung aller geltenden Ereignisse befasst und die Tatbestandsvoraussetzungen für eine Haftungsbefreiung aufzählt, ist ihr zweiter Teil den Rechtsfolgen vorbehalten. Diese sehen eine Befreiung von Schadenersatzpflichten, die etwaige Gewährung einer Nachfrist und das Recht zur Vertragskündigung oder Vertragsauflösung vor.
Tritt ein Ereignis der höheren Gewalt ein, wird die Erfüllung der vertraglichen Pflichten – zumindest vorübergehend – suspendiert. Das bedeutet im Hinblick auf die Risikoverteilung, dass letztlich jeder der beiden Vertragspartner die für ihn schädlichen Folgen der Störung oder Verzögerung der Leistung selbst zu tragen hat. Gegenseitige Ansprüche auf Ausgleich der Risikofolgen bestehen dann nicht. Im Ergebnis wird das Risiko demjenigen Vertragspartner zugewiesen, der primär vom Risiko und dessen schädigenden Folgen betroffen wird. Die Aufhebung der Vertragspflichten bewirkt, dass Erfüllungszeiten außer Kraft treten, weil es an der Voraussetzung der Fälligkeit der Leistung fehlt. Die eine Vertragspartei hat keinen Anspruch auf Schadensersatz wegen der nicht zeitgerechten Erfüllung durch die andere. Sie muss die Risikofolgen der Verzögerung selbst tragen. Wirkt das störende Ereignis nicht mehr auf den Vertrag ein, so kann die Klausel Regelungen vorsehen, die das Wiederaufleben des Vertrags ermöglichen.
Beispielsweise sehen die international angewandten FIDIC-Musterbauverträge neben einer weiten, möglichst viele Ereignisse zulassenden Force-majeure-Klausel in Ziffer 19.4 eine Bauzeitverlängerung vor, falls sich die Fertigstellung des Bauwerks durch höhere Gewalt verzögert. Sollte die Ausführung der Bauarbeiten durch höhere Gewalt unterbrochen werden und die Unterbrechung 84 Tage hintereinander andauern oder mehrere Unterbrechungen infolge von höherer Gewalt mehr als 140 Tage betragen, kann der Vertrag von jeder der Vertragsparteien gekündigt werden. Im Falle der Vertragskündigung auf Grund von höherer Gewalt erhält der Bauunternehmer nach der Unterklausel 19.6 eine Vergütung für die bereits ausgeführten Leistungen sowie Erstattung der Kosten für Material und Gerätebestellungen sowie sonstige Verbindlichkeiten, die der Bauunternehmer in Erwartung der Fertigstellung der Arbeiten vernünftigerweise eingegangen ist, die Kosten des Abbaus von Bauhilfswerken, der Rücksendung des Baugeräts und für die Rückführung seines Personals.

## Zivilrecht
Im deutschen Zivilrecht ist die höhere Gewalt im HGB gänzlich unbekannt und im BGB nur in Randbereichen geregelt (§ 206, Hemmung der Verjährung, § 484 BGB, Veränderung in einem Teilzeit-Wohnrechtevertrag und § 704 BGB Haftung des Gastwirts für vom Gast eingebrachte Sachen). Regelungen außerhalb des HGB und BGB siehe unten. Es kommt daher immer alleine darauf an, ob der Schuldner (also der Verkäufer für die Lieferung der Sache) die Verletzung seiner Vertragspflicht zu Verschulden hat oder nicht. Der relevante Maßstab ist also meist die Fahrlässigkeit gemäß § 276 BGB.

### Reiserecht
Bis zum 30. Juni 2018 galt im Reiserecht, dass nach § 651j BGB a. F. ein Reisevertrag vom Reisenden und vom Reiseveranstalter gekündigt werden durfte, wenn die Reise wegen höherer Gewalt erheblich erschwert, gefährdet oder beeinträchtigt wurde und wenn dies bei Vertragsschluss noch nicht voraussehbar war. Der Veranstalter verlor dann den Anspruch auf den vereinbarten Reisepreis. Für bereits erbrachte Reiseleistungen konnte er eine angemessene Entschädigung verlangen. Der Veranstalter musste für die Rückbeförderung des Reisenden sorgen; die Kosten der Rückbeförderung trugen der Veranstalter und der Reisende je zur Hälfte. Schadensersatzansprüche des Reisenden gegen den Veranstalter entstanden nicht.
Unterinstanzliche Gerichte hatten sich in einer Vielzahl von Fällen mit der Frage zu befassen, ob bestimmte Ereignisse bereits die reiserechtliche Schwelle der höheren Gewalt erreicht hatten. Danach sind einzelne, gezielte Terroranschläge keine höhere Gewalt, sondern müssen zu flächendeckenden, unkontrollierbaren inneren Unruhen mit bürgerkriegsähnlichem Charakter eskalieren. Auch allgemein bekannte Unruhen, die bereits einen längeren Zeitraum vor Reisebeginn andauerten, sind demnach keine höhere Gewalt; sie fallen wegen ihrer Vorhersehbarkeit unter das allgemeine Lebensrisiko. Höhere Gewalt liegt jedoch vor, wenn der Reiseveranstalter eine Reise an die „türkische Riviera“ wegen Ausbruchs des Golfkrieges abbricht, sofern er das Kriegsrisiko, das den Reiseerfolg gefährdet, bei Abschluss des Reisevertrages (hier im August 1990) nicht konkret vorhersehen konnte. Die reiserechtliche Schwelle der höheren Gewalt lag mithin höher als im übrigen Handels- und Vertragsrecht. Dort genügt in der Regel bereits ein einzelner, gezielter Terroranschlag, um die Force-majeure-Klausel auszulösen.
Seit dem 1. Juli 2018 sind auch die vom Reiseveranstalter nicht beeinflussbaren Risiken (wie Bürgerkrieg, Terroranschlag, Tropensturm) ein Reisemangel, weil der Reiseveranstalter nunmehr verschuldensunabhängig haftet (§ 651i Abs. 1 BGB). Gemäß § 651h Abs. 1 und 3 BGB kann der Reisende oder der Reiseveranstalter vor Reisebeginn jederzeit vom Vertrag entschädigungslos zurücktreten, „wenn am Bestimmungsort oder in dessen unmittelbarer Nähe unvermeidbare, außergewöhnliche Umstände auftreten, die die Durchführung der Pauschalreise oder die Beförderung von Personen an den Bestimmungsort erheblich beeinträchtigen. Umstände sind unvermeidbar und außergewöhnlich, wenn sie nicht der Kontrolle der Partei unterliegen, die sich hierauf beruft, und sich ihre Folgen auch dann nicht hätten vermeiden lassen, wenn alle zumutbaren Vorkehrungen getroffen worden wären.“ Reisewarnungen der Weltgesundheitsorganisation (WHO), des Auswärtigen Amtes oder des Robert Koch-Instituts (RKI) können ein Indiz für das Vorliegen solcher außergewöhnlichen Umstände sein.

### Weitere Rechtsgebiete
Im Straßenverkehrsrecht führt das Vorliegen von höherer Gewalt als Unfallursache gemäß § 7 Abs. 2 Straßenverkehrsgesetz (StVG) zum Ausschluss der Gefährdungshaftung für den Halter, der ansonsten verschuldensunabhängig für die bei dem Betrieb seines Kraftfahrzeuges verursachten Schäden haftet.
Im Baurecht führt das Vorliegen von höherer Gewalt nach § 6 Abs. 2 Nr. 1 lit. c) VOB/B zur Verlängerung der Ausführungszeit für den Auftragnehmer.
Beim Underwriting im Rahmen von Börsengängen, Kapitalerhöhungen oder internationalen Kreditsyndizierungen werden derartige Klauseln berücksichtigt, um sich vor Ereignissen wie dem 11. September 2001 zu schützen.

## Versicherung
Viele Exportkreditversicherungen bieten im Rahmen der Absicherung gegen politische Risiken auch die Indeckungnahme typischer Ereignisse der höheren Gewalt an. Im Hinblick auf den Versicherungsumfang werden nicht alle Unterfälle der höheren Gewalt in Deckung genommen, weshalb der individuelle Haftungsausschluss durch die Force-majeure-Klausel von entscheidender Bedeutung ist. Ebenfalls nicht gedeckt sind Schäden, die durch Kernenergie oder durch Umwelteinwirkungen im Sinne des Umwelthaftungsgesetzes oder des Wasserhaushaltsgesetzes mit verursacht worden sind.

## Rechtsfolgen
Liegt höhere Gewalt vor, so scheidet eine Haftung im Schadensfall in der Regel aus, weil die Pflichten der Vertragsparteien ausgesetzt sind und damit keine Pflichtverletzung vorliegt. Entsprechendes gilt auch gemäß § 7 Abs. 2 StVG, wenn ein Verkehrsunfall durch höhere Gewalt verursacht wird. Mit der höheren Gewalt sollen nur solche Risiken ausgeschlossen werden, welche mit dem Kfz- oder Anhängerbetrieb nichts zu tun haben und daher bei rechtlicher Bewertung nicht diesem zuzurechnen sind, sondern ausschließlich einem Drittereignis.